# Герб Звериноголовского района
Герб Звериноголовского района Курганской области Российской Федерации — опознавательно-правовой знак, составленный по правилам и соответствующим традициям геральдики и отражают исторические, культурные, социально-экономические, национальные и иные местные традиции.
Герб утверждён решением Звериноголовской районной Думы 26 ноября  2009 года № 716 и внесён в Государственный геральдический регистр Российской Федерации с присвоением регистрационного номера 5860.

## Описание
«В лазоревом поле на зеленой оконечности, завершенный двумя золотыми, переплетенными нитями, каждая из которых выгнута в виде нескольких дуг, рубленный город того же металла, стена с двумя башнями по сторонам и два здания за стеною, из которых праве с кровлей-шпилем выше левого с двухъярусной кровлей; кровли стены, башен и зданий – червленые, бойницы – черные».
Герб Звериноголовского  района, в соответствии с Законом Курганской области от 13.05.1998  № 119 и от 03.09.2002 № 218 «О гербе и флаге Курганской области» (статья 7.2), может воспроизводиться в двух равнодопустимых версиях:
- с вольной частью (четырёхугольником, примыкающим к верхнему левому углу щита с воспроизведёнными в нем фигурами из гербового щита области;
- без вольной части.

## Символика
В основу герба Звериноголовского района положены исторические, культурные и экономические особенности района.
История Звериноголовского района связана с историей Оренбургского казачества, так как на протяжении веков село Звериноголовское было казачьей крепостью, позже – станицей.  Охрана рубежей Российских являлась для казаков делом всей жизни. В гербе района казачество отражено деревянной крепостью и лазоревым полем щита (основной цвет Оренбургского казачьего войска).
Расположенная перед деревянной крепостью так называемая симовая линия – ряд хворостин воткнутых в землю лучком (т.е. обоими концами) и непрерывной цепью, предназначенная для определения наличия прорыва, его направления и отчасти, времени прорыва – символ границы, поскольку почти 50% протяженности границ Звериноголовского района приходится на государственную границу Российской Федерации с Казахстаном.
На территории района находятся реликтовые леса Основное производственное направление сельхозпредприятий в районе – выращивание зерновых и кормовых культур. Все это отражено в гербе зеленым цветом.
Лазурь – символ основной водной артерии района реки Тобол, а также символ возвышенных устремлений,  искренности, преданности, возрождения.
Зеленый цвет символизирует весну, здоровье, природу, надежду.
Золото – символ высшей ценности, величия, прочности, силы, великодушия.
Красный цвет символизирует труд, жизнеутверждающую силу, мужество, праздник, красоту.
Черный цвет символизирует благоразумие, мудрость, скромность, честность.

## Авторская группа
- идея герба: Светлана Генералова (с. Звериноголовское)[3]
- геральдическая доработка: Константин Мочёнов (Химки)
- художник и компьютерный дизайн: Ольга Салова (Москва)
- обоснование символики: Нина Жильцова (с. Звериноголовское), Вячеслав Мишин (Химки)